# Lifes Rich Pageant
Albums de R.E.M.
Fables of the Reconstruction
(1985) Dead Letter Office
(1987)
Lifes Rich Pageant est le quatrième album du groupe de rock américain R.E.M. sorti en 1986. Se voulant une réaction énergique au langoureux Fables of the Reconstruction, R.E.M. choisit Don Gehman pour enregistrer et produire son album dans ses studios de Belmont Mall en Indiana.

## Détails
Le titre de l’album provient d’une expression anglaise. Son usage est très ancien, mais R.E.M. l’aurait reprise (sans l’apostrophe, et d’après Peter Buck), d’un dialogue du film de 1964  Quand l’inspecteur s’emmêle de Blake Edwards :
L'Inspecteur Clouseau sort de sa voiture et tombe dans une flaque d'eau.
Maria: « You should get out of these clothes immediately. You'll catch your death of pneumonia, you will. » (traduction : « Vous devriez quitter vos vêtements immédiatement. Vous allez attraper une pneumonie ! »)
Clouseau: « Yes, I probably will. But it's all part of life's rich pageant, you know. » (« Oui, certainement. Mais ça fait partie des grandes choses enrichissantes de la Vie »)
L’apostrophe manquante (le titre devrait s’écrire « Life’s rich pageant ») est volontaire. Presque toutes les contractions utilisées par R.E.M. n’ont pas d’apostrophe.
La pochette de l’album montre le batteur Bill Berry largement maquillé dans la partie supérieure de la pochette et une paire de bisons, symbolisant le thème de l’environnement, dans la moitié inférieure. L’association des deux images évoque Buffalo Bill.
Le noyau de fans de R.E.M. commençant à s’étendre au-delà des frontières du college rock, Lifes Rich Pageant devient leur plus gros succès américain jusque-là, atteignant la 21e position dans le Billboard et également leur premier disque d'or. Au Royaume-Uni, où la renommée du groupe est moindre, l’album parvient à la 43e place.
L’écologique Fall on Me (une des chansons préférées de Michael Stipe) et une reprise d’une chanson d’un groupe américain des années 60 (The Clique), Superman, chantée par le bassiste Mike Mills, furent les seuls singles tirés de l’album.
Une autre chanson sur le thème de l’écologie, Cuyahoga fait référence à la rivière souvent polluée Cuyahoga qui se déverse dans le lac Érié à Cleveland (Ohio). Les paroles disent : we burned the river down (« nous avions brûlé la rivière ») rappelant les nombreuses fois, et notamment en 1969, où la rivière prit effectivement feu.

## Titres
Toutes les chansons sont de Bill Berry, Peter Buck, Mike Mills et Michael Stipe, sauf là où c’est indiqué.
1. Begin the Begin – 3:28
2. These Days – 3:24
3. Fall on Me – 2:50
4. Cuyahoga – 4:19
5. Hyena – 2:50
6. Underneath the Bunker – 1:25
7. The Flowers of Guatemala – 3:55
8. I Believe – 3:49
9. What If We Give It Away ? – 3:33
10. Just a Touch – 3:00
11. Swan Swan H. – 2:42
12. Superman (Gary Zekley, Mitchell Bottler) – 2:52

À l’origine, l’ordre des titres au dos de l'album était incorrect, certainement intentionnellement. Il indiquait : 1-5-10-8-2-7-4-9-3-11, omettant Superman et Underneath the Bunker. 
L’ordre est désormais correct sur les vinyls, cassettes et CD actuels. Les premiers pressages en CD indiquait pour la chanson Cuyahoga, le numéro 0R au lieu de 04.

### Réédition en CD The IRS Years
Le 26 janvier 1993, EMI (qui gère les droits du catalogue I.R.S.) réédite Lifes Rich Pageant en CD avec six titres bonus : 
1. Tired of Singing Trouble – 0:59
2. Rotary Ten – 1:58
3. Toys in the Attic (Steven Tyler, Joe Perry) – 2:26
4. Just a Touch (Live in the Studio) – 2:38
5. Dream (All I Have to Do) (Boudleaux Bryant) – 2:38
6. Swan Swan H. (Acoustic version) – 2:41

Rotary Ten et Toys in the Attic figurent également sur Dead Letter Office.

## Membres du groupe
- Bill Berry – batterie, chant
- Peter Buck – guitare
- Mike Mills – basse, chant
- Michael Stipe – chant

## Classement

### Album
| Année | Classement        | Position         |
| ----- | ----------------- | ---------------- |
| 1986  | The Billboard 200 | 21 (32 semaines) |
| 1986  | UK Albums Chart   | 43 (4 semaines)  |

### Singles
| Année | Chanson    | Classement                       | Position |
| ----- | ---------- | -------------------------------- | -------- |
| 1986  | Fall on Me | Billboard Mainstream Rock Tracks | 5        |
| 1986  | Fall on Me | The Billboard Hot 100            | 94       |
| 1986  | Superman   | Billboard Mainstream Rock Tracks | 17       |

## Certifications
| Organisation  | Niveau  | Date              |
| ------------- | ------- | ----------------- |
| RIAA – U.S.   | Or      | 23 janvier 1987   |
| CRIA – Canada | Or      | 30 septembre 1987 |
| CRIA – Canada | Platine | 30 septembre 1987 |